# Беличье поле
Бе́личье по́ле (укр. Бі́личе по́ле) — историческая местность Киева, урочище. Расположена в Подольском районе вдоль Белицкой улицы (получила название от названия местности). На местности находится также Белицкий переулок.
Большая часть Беличьего поля территориально совпадает с исторической местностью Замковище. Прилегает к местностям Куренёвка, Мостыще, Нивки, Сырец.

## История
Местность упоминается во второй половине XIX века. Заселение началось в последней трети XIX века. Местность застраивалась частными усадьбами. Основная планировка и застройка местности относится к 1930—1950 годам.